# Verbandsgemeinde Meisenheim
Die Verbandsgemeinde Meisenheim war eine Gebietskörperschaft im Landkreis Bad Kreuznach in Rheinland-Pfalz. Der Verbandsgemeinde gehörten die Stadt Meisenheim sowie 14 weitere Ortsgemeinden an, der Verwaltungssitz war in Meisenheim.
Zum 1. Januar 2020 fusionierte sie mit der Verbandsgemeinde Bad Sobernheim zur Verbandsgemeinde Nahe-Glan.

## Verbandsangehörige Gemeinden
| Ortsgemeinde, Stadt         | Fläche (km²) |
| --------------------------- | ------------ |
| Abtweiler                   | 05,76        |
| Becherbach                  | 10,86        |
| Breitenheim                 | 05,69        |
| Callbach                    | 05,38        |
| Desloch                     | 06,37        |
| Hundsbach                   | 07,48        |
| Jeckenbach                  | 06,28        |
| Lettweiler                  | 06,28        |
| Löllbach                    | 04,94        |
| Meisenheim, Stadt           | 10,34        |
| Raumbach                    | 04,42        |
| Rehborn                     | 10,14        |
| Reiffelbach                 | 04,46        |
| Schmittweiler               | 05,48        |
| Schweinschied               | 06,35        |
| Verbandsgemeinde Meisenheim | 100,24       |

## Bevölkerungsentwicklung
Die Entwicklung der Einwohnerzahl bezogen auf das Gebiet der heutigen Verbandsgemeinde Meisenheim; die Werte von 1871 bis 1987 beruhen auf Volkszählungen:
| Jahr | Einwohner |
| 1815 | 6.898     |
| 1835 | 3.566     |
| 1871 | 9.651     |
| 1905 | 9.477     |
| 1939 | 8.893     |
| 1950 | 9.734     |

| Jahr | Einwohner |
| 1961 | 9.420     |
| 1970 | 9.474     |
| 1987 | 8.621     |
| 1997 | 8.734     |
| 2005 | 8.476     |

## Verbandsgemeinderat
Aufgrund der zum 1. Januar 2020 anstehenden Fusion der Verbandsgemeinden Bad Sobernheim und Meisenheim wird nicht bei der allgemeinen  Kommunalwahl am 26. Mai 2019, sondern erst am 24. November 2019, dann aber bereits in Neustruktur gewählt. Die Amtszeit der bisherigen Verbandsgemeinderäte wurde per Landesgesetz bis zum 31. Dezember 2019 verlängert. Der somit für das gesamte Kalenderjahr 2019 noch amtierende Verbandsgemeinderat Meisenheim besteht aus 24 ehrenamtlichen Ratsmitgliedern, die bei der Kommunalwahl am 25. Mai 2014 in einer personalisierten Verhältniswahl gewählt wurden, und dem hauptamtlichen Bürgermeister als Vorsitzendem.
Die Sitzverteilung im Verbandsgemeinderat:
| Wahl | SPD | CDU | GRÜNE | FDP | LINKE | UBL | Gesamt   |
| ---- | --- | --- | ----- | --- | ----- | --- | -------- |
| 2014 | 9   | 4   | 2     | 3   | –     | 6   | 24 Sitze |
| 2009 | 8   | 6   | 2     | 2   | 1     | 5   | 24 Sitze |
| 2004 | 9   | 7   | 1     | 1   | –     | 6   | 24 Sitze |

- UBL = Unabhängige Bürgerliste e. V.

## Bürgermeister
Hauptamtlicher Bürgermeister der Verbandsgemeinde Meisenheim ist Dietmar Kron (SPD). Bei der Stichwahl am 13. Oktober 2013 wurde er mit einem Stimmenanteil von 56,1 % gewählt, nachdem bei der Direktwahl am 22. September 2013 keiner der ursprünglich drei Bewerber die notwendige Mehrheit erreicht hatte. Kron ist Nachfolger von Alfons Schneider (CDU). Die eigentlich achtjährige Amtszeit Krons endet wegen der Fusion der beiden Verbandsgemeinden Meisenheim und Bad Sobernheim durch ein Landesgesetz bereits vorzeitig am 31. Dezember 2019.